# Jaap de Hoop Scheffer
Jakob Gijsbert "Jaap" de Hoop Scheffer (Amszterdam, 1948. április 3.– ) holland politikus. 2004. január 5. és 2009. augusztus 1. között a NATO főtitkára.